# Hugo Relander
Hugo Magnus Johannes Relander, född 8 april 1865 i Viborg, död 27 mars 1947 i Helsingfors, var en finländsk försäkrings- och bankman. 
Relander var lektor i matematik vid Tammerfors reallyceum 1889–1907 och blev filosofie doktor 1890. Han var chefsmatematiker vid livförsäkringsbolaget Suomi 1908–1913 samt verkställande direktör i Industriidkarnas i Finland ömsesidiga brandstodsförening 1913–1936 och verkställande direktör i Industrihypoteksbanken i Finland 1924–1926. Han var finansminister (politiskt obunden fackminister) 1924, 1925, 1929 och 1932–1936.